# Karin Schlüter
Karin Schlüter-Billings (* 12. März 1937 in Hamburg) ist eine ehemalige Dressurreiterin aus der Bundesrepublik Deutschland, die von 1970 bis 1975 zur Weltspitze gehörte.

## Karriere
Karin Schlüter vom Norddeutschen und Flottbeker Reiterverein (NFR) begann in den 1950er Jahren mit dem Reitsport. Ihre größten Erfolge feierte sie auf dem Fuchswallach Liostro, mit dem sie 1968 das Deutsche Dressurderby gewann. 1970 errang sie ihren ersten deutschen Meistertitel. Bei den Olympischen Spielen 1972 in München belegte sie in der Einzelwertung den siebten Platz und gewann in der Mannschaftswertung zusammen mit Josef Neckermann und Liselott Linsenhoff die Silbermedaille hinter der sowjetischen Equipe. 1973 siegte Schlüter jeweils zum zweiten Mal beim Deutschen Dressurderby und bei den Deutschen Meisterschaften. Zusammen mit Liselott Linsenhoff und Reiner Klimke gewann sie die Mannschaftswertung bei den Europameisterschaften in Aachen. 1974 verteidigte Karin Schlüter ihre Titel sowohl beim Dressurderby als auch bei den Deutschen Meisterschaften. Bei den Weltmeisterschaften in Kopenhagen siegten Klimke, Linsenhoff und Schlüter in der Mannschaftswertung. 1975 gewann Karin Schlüter mit Liostro ihren vierten Deutschen Meistertitel. Bei den Europameisterschaften in Kiew erhielt sie hinter der Schweizerin Christine Stückelberger und hinter Harry Boldt die Bronzemedaille, ihre einzige internationale Medaille in einem Einzelwettbewerb; zusammen mit Harry Boldt und Ilsebill Becher verteidigte sie den Titel in der Mannschaftswertung. 1976 fand der mittlerweile 15 Jahre alte Liostro nicht mehr zur Höchstform. Karin Schlüter gewann zwar mit Gassendi das Deutsche Dressurderby, war aber bei den Olympischen Spielen in Montreal 1976 nur Ersatzreiterin hinter Harry Boldt, Reiner Klimke und Gabriela Grillo und wurde nicht eingesetzt.
Karin Schlüters Pferde aus dem Stall Greif wurden von Walter Biedermann und Walter Günther ausgebildet, Pächter des Stalles war zeitweise Karin Schlüters Ehemann Hans-Werner Schlüter. Karin Schlüter ritt bei Turnieren auf Kurprinz, Alpina, Mars, Ikarus, Liostro und Gassendi.
Nach ihrer Reiterkarriere konzentrierte sie sich auf die Malerei. In den 2000er Jahren heiratete sie und nahm den Namen Schlüter-Billings an. Sie wohnt wechselweise in der Heimat ihres Ehemanns (in Florida) und in Hamburg.

## Erfolge

### Einzel
- Deutsche Meisterschaften
  - 1. Platz: 1970, 1973, 1974, 1975
  - 2. Platz: 1971
- Bronze Europameisterschaft 1975

### Mannschaft
- Silber Olympische Spiele 1972
- Weltmeister 1974
- Europameister 1973, 1975